# 大手口

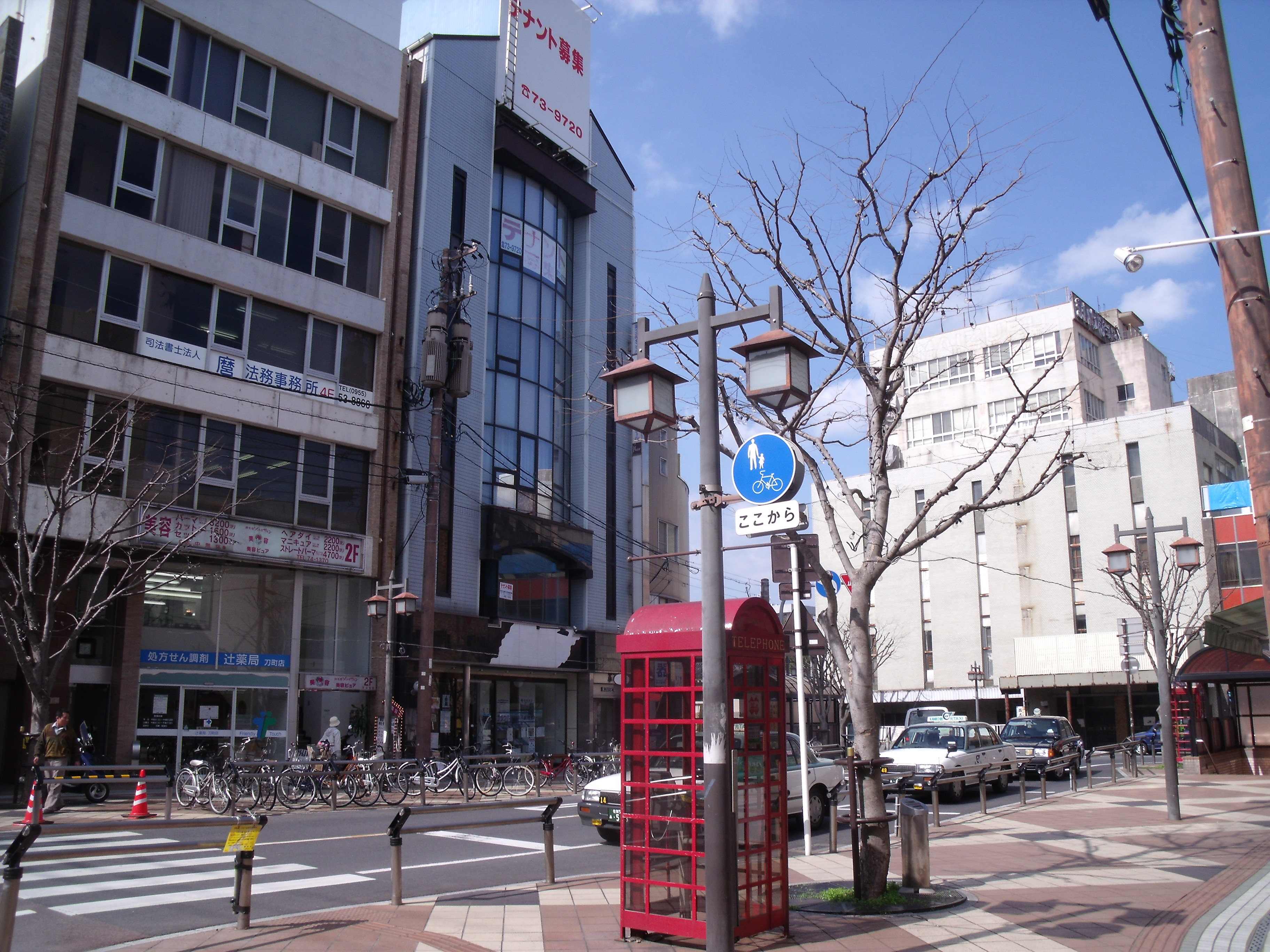
大手口広場界隈

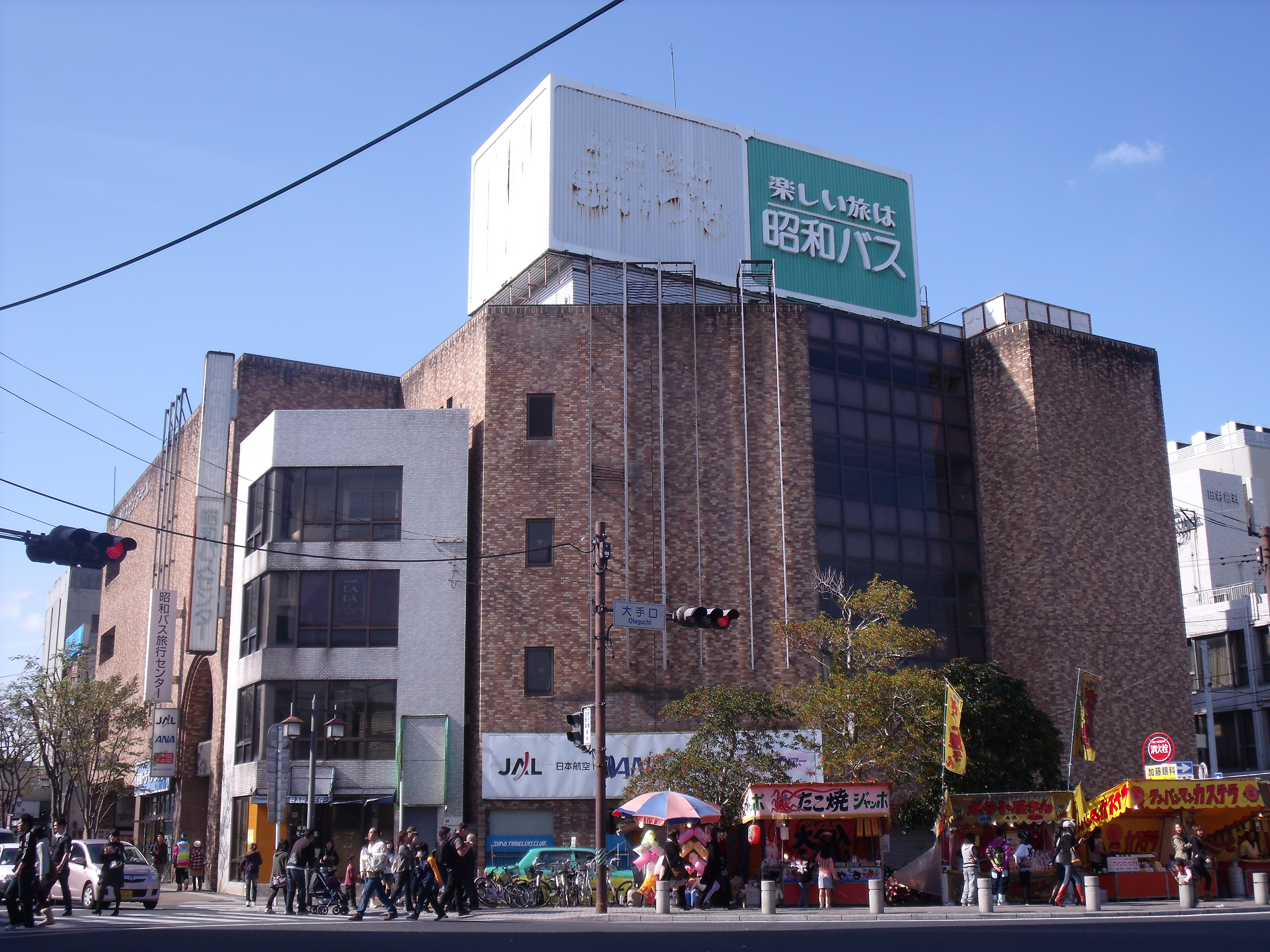
唐津大手口バスセンター

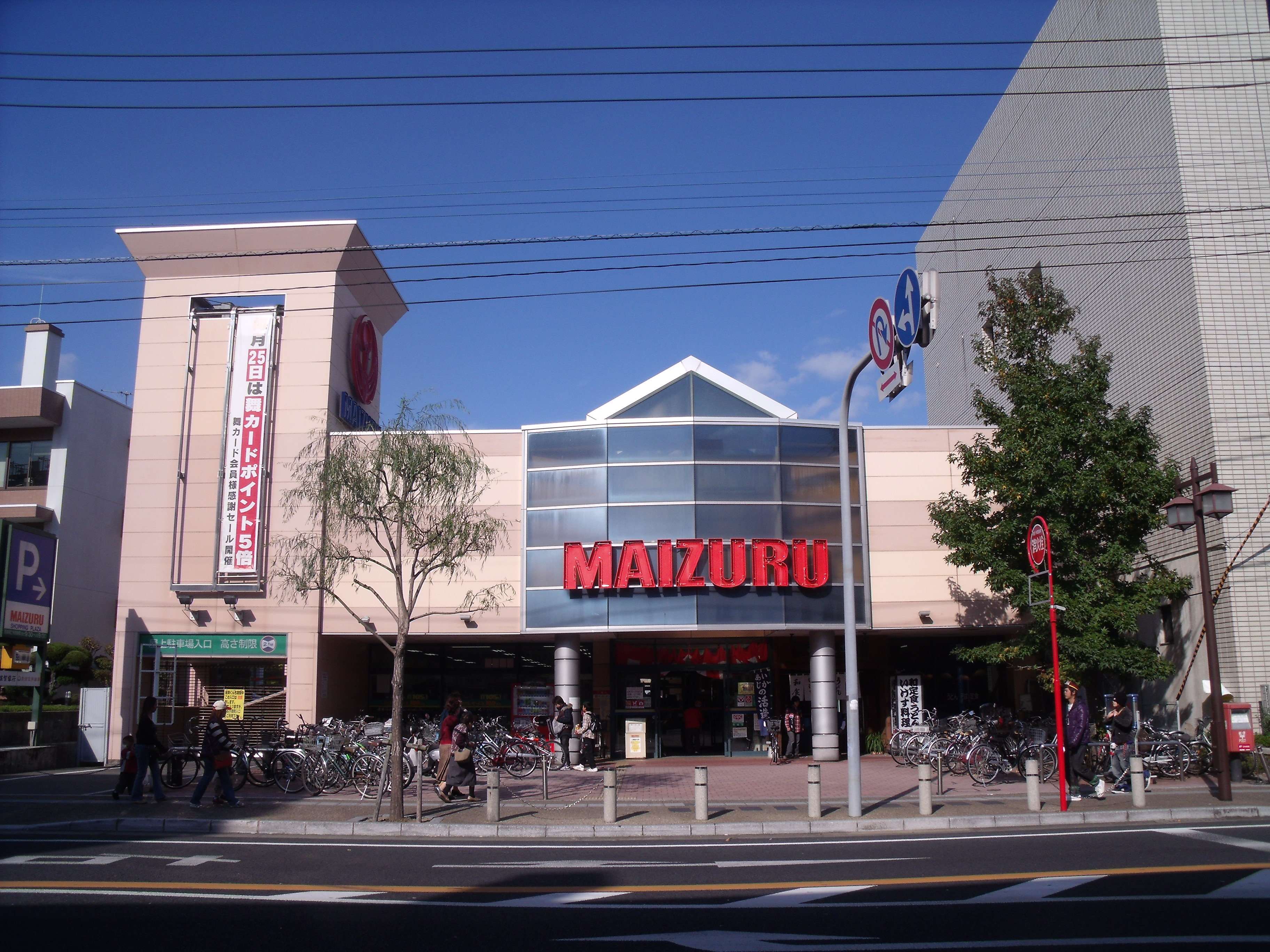
まいづる本店ショッピングプラザ

大手口（おおてぐち）とは、佐賀県唐津市中心部にある地域の通称である。
概ね唐津市の大名小路交差点から市役所前交差点にかけての東西約250メートルの範囲を指す。また、大手口バスセンターから呉服町商店街入口にかけての広い歩道のある通りには大手口広場の通称もある。
行政区域は大名小路、南城内、西城内、刀町、呉服町、中町に跨る。

## 概要
唐津市の都心部（中央地区）。昭和自動車の拠点である唐津大手口バスセンターが中心的な施設で、南方には刀町・京町・呉服町・中町の中心商店街や歓楽街の木綿町があり、北方には官公庁や公的施設のほか唐津神社がある。1980年代後半までは唐津で最も繁華な一角であったが、郊外への大型店舗進出により2000年（平成12年）に市内随一の百貨店であった旧まいづる百貨店が閉店、2010年-2011年には再開発による大手口センタービル建設があった。
大手口の名は近辺に唐津城の大手門があったことに由来する。行政区域の名称ではないが、市は頻繁にこの名称を用いている。

## 主な施設
官公庁
- 唐津市役所
- 佐賀地方検察庁唐津支部
- 佐賀地方裁判所唐津支部

公的施設
- 唐津市民会館
- 曳山展示場
- 唐津商工会館
- からつ大学交流連携センター

金融機関
- 唐津信用金庫本店
- 佐賀共栄銀行唐津支店
- 福岡銀行唐津支店
- 九州労働金庫唐津支店

商業
- 唐津中央商店街
- まいづる本店ショッピングプラザ
- 大越ビル

## 歴史
藩政時代のこのあたりは八軒町と呼ばれ、大手口広場に相当する範囲は柳堀だった。
1897年（明治24年）に当初大手通りを貫く計画だった県道が計画を変更して肥後堀に沿って開通（現在の国道204号）。昭和に入る頃には肥後堀は民間払い下げのうえ全て埋め立てられ、1933年（昭和8年）に旧まいづる百貨店の前身となる大手百貨店が開業。以降、大手口は唐津の中心地域としての性格を強めていく。
大手百貨店は1957年（昭和32年）にまいづる百貨店と名称を変更し、順次建物を増築。1974年（昭和49年）に最後の増築が行われ、地上7階地下1階の建物規模となった。1980年（昭和55年）には唐津大手口バスセンターが旧まいづる百貨店に隣接して開業。バスセンターはまいづる百貨店の建物と通路を介して連絡し、大手口は商業機能と都市交通機能の拠点としての役割だけでなく、中心市街地のランドマーク的役割を有するまでになった。
しかし大手口の中心的存在となる旧まいづる百貨店は、最も古い部分は1933年の建築であったため建物として老朽化が進行し、十分な営業成績を挙げなくなっていった。また市街地の郊外化とともに大手口そのものの地盤沈下も進み、大手口交差点そばの大越百貨店はテナントビルとなり、1998年（平成10年）には同地区にあったダイエー唐津店（かつてのリーフ大越）がダイエーの経営悪化に伴い閉店。市民からは食料品の購買機能低下を危惧する声が高まり、その声に応える形でまいづる百貨店はダイエー唐津店跡にまいづる本店ショッピングプラザを2000年（平成12年）に開業させ、同時に旧まいづる百貨店を閉店した。閉店後、旧百貨店ビルは廃墟状態となり、「幽霊ビル」などと市民に俗称・揶揄され、周辺の早急な再開発を望む声が上がったが、最終的には10年近くの間、中心市街地に廃墟ビルが放置される事態となった。
2006年に中心市街地活性化法の一部が改正されたことを受け、唐津市街地において商店街の活力を向上させることを主な検討目的として、唐津市まちなか再生推進グループが結成。旧百貨店ビルとバスターミナルを中心とした再開発が提案された。2007年（平成19年）には地権者による再開発の検討が始まり、翌年には大手口開発株式会社が発足。唐津市にも市街地再生推進本部が設置され、市街地再生を全庁横断的な課題として実践にあたる体制が整えられた。
2010年（平成22年）にはバスターミナルと約10年に亘り使用されていなかった旧百貨店ビルが解体され、2011年10月跡地に大手口センタービルが開業した。

## 交通
- 鉄道 : JR唐津駅から徒歩5分
- 道路 : 国道204号
- バス : 唐津大手口バスセンター